# Уоррен-стрит (станция метро)
«Уоррен-стрит» (англ. Warren Street) — станция глубокого заложения Лондонского метрополитена Северной линии (на ветке Чаринг-Кросс, между станциями «Гудж-стрит» и «Юстон») и линии «Виктория» (между станциями «Оксфордская площадь» и «Юстон»), расположенная на пересечении улиц Тоттенхэм-Корт-роуд и Юстон-роуд, названная в честь близлежащей Уоррен-стрит. Является ближайшей (напротив главного здания) станцией метро к госпиталю Университетского колледжа Лондона. В непосредственной близости от противоположной стороны здания госпиталя находятся станции «площадь Юстон» на Кольцевой линии, Хаммерсмит-энд-Сити и Метрополитен. Относится к первой тарифной зоне.

## История
Изначально станция открыта в составе оригинальной железной дороги Чаринг-Кросс, Юстон и Хэмпстед, маршрут которой пролегал от Чаринг-Кросс до Камден-таун. Строительство станции началось в 1902 году по проекту Лесли В. Грина. С 22 июня 1907 года станция называлась «Юстон-роуд» (англ. Euston Road). Это название до сих пор сохранились — его можно увидеть на путевой стене платформы Северной линии, облицованной плиткой.
В следующем году (7 июня 1908 года) название станции было изменено на «Уоррен-стрит».
В сентябре 1933 года станция была модернизирована и перестроена — установлены эскалаторы.
Турникеты были установлены у входа на станцию в июле 1968 года.
Платформы линии «Виктория» открылись 1 декабря 1968 года в качестве временной южной конечной станции.

## Иллюстрации

Станция метро «Уоррен-стрит»
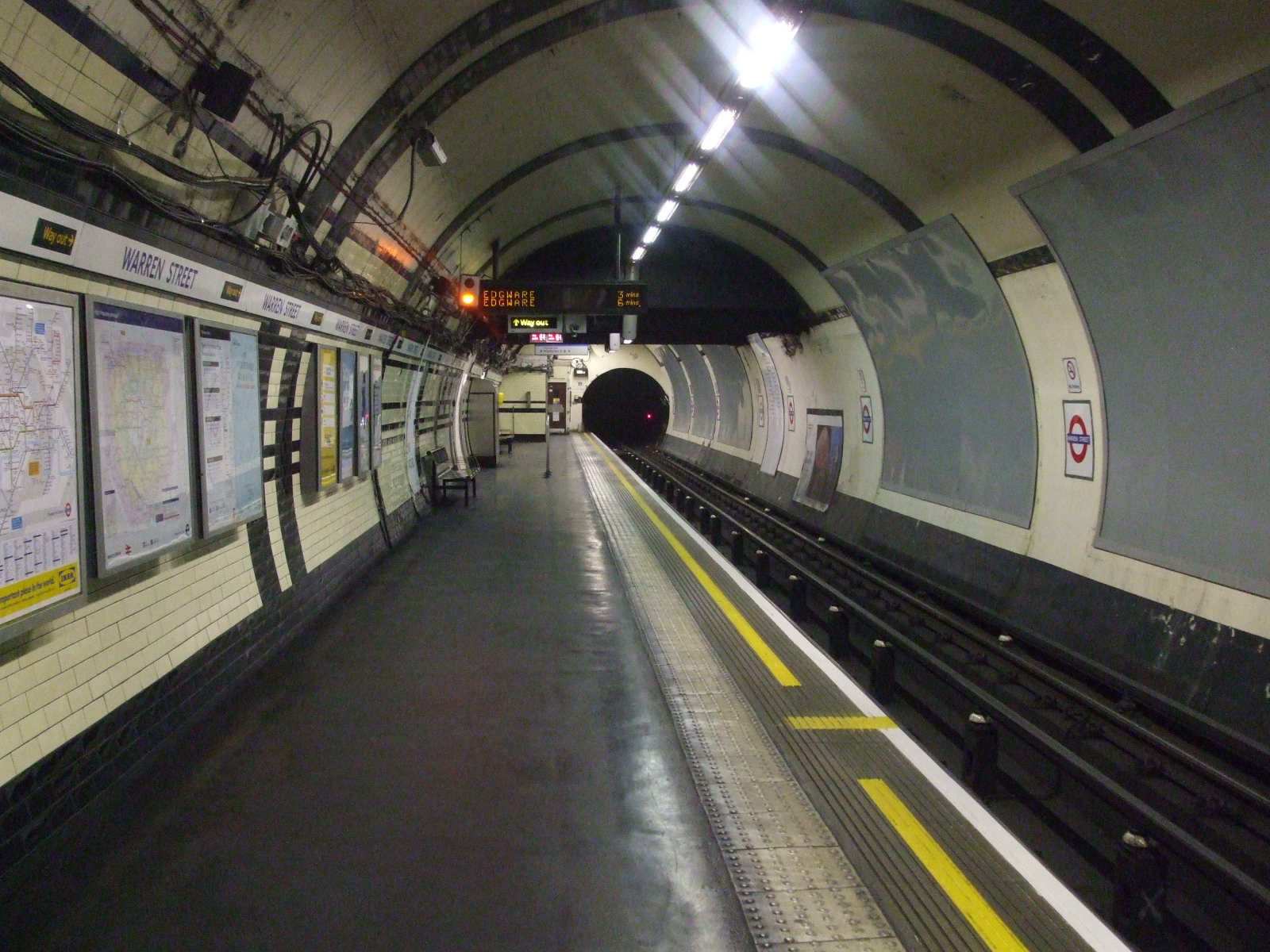
Платформа Северной линии (июль 2008)
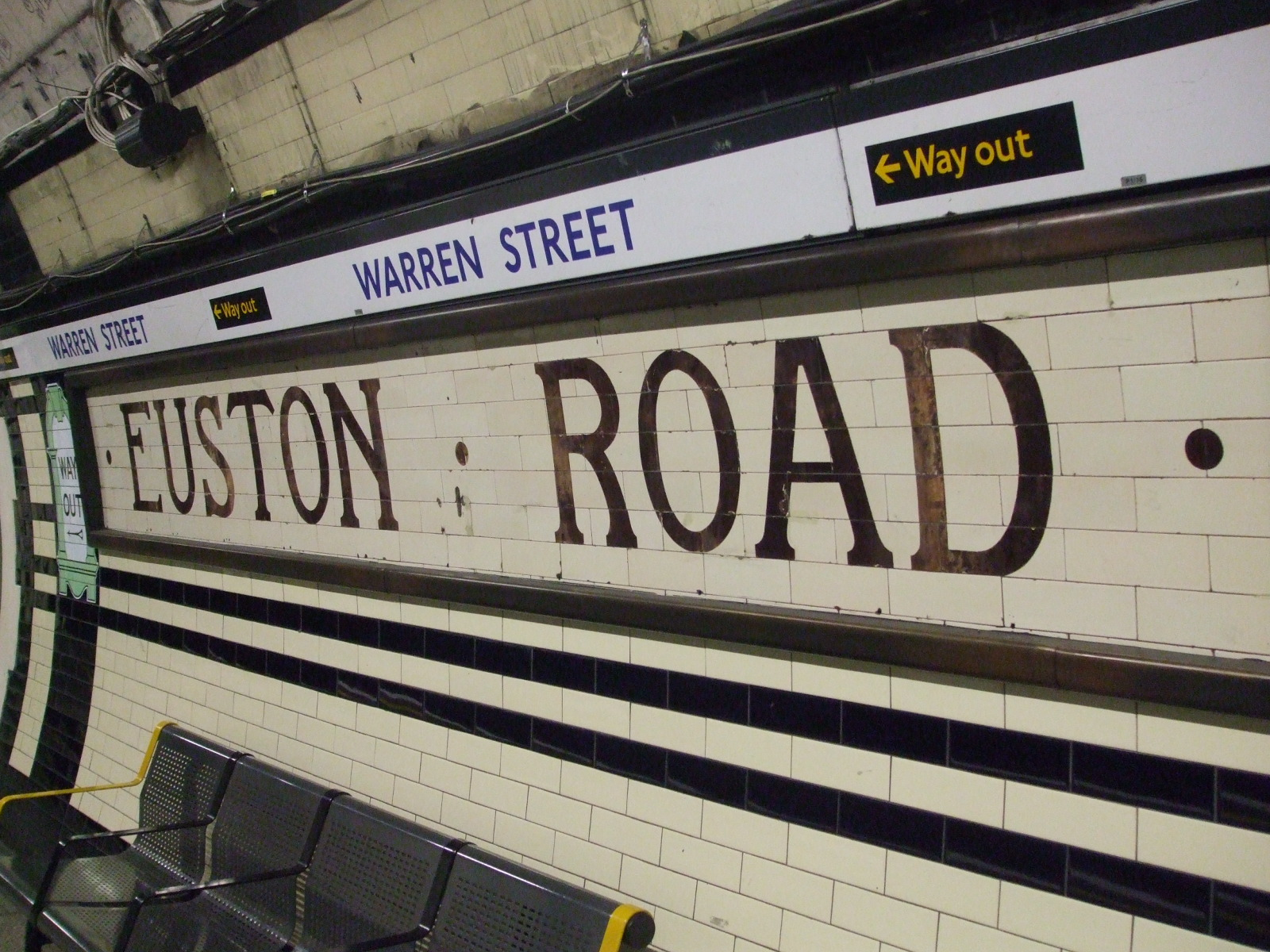
Сохранившееся старое название на путевой стене
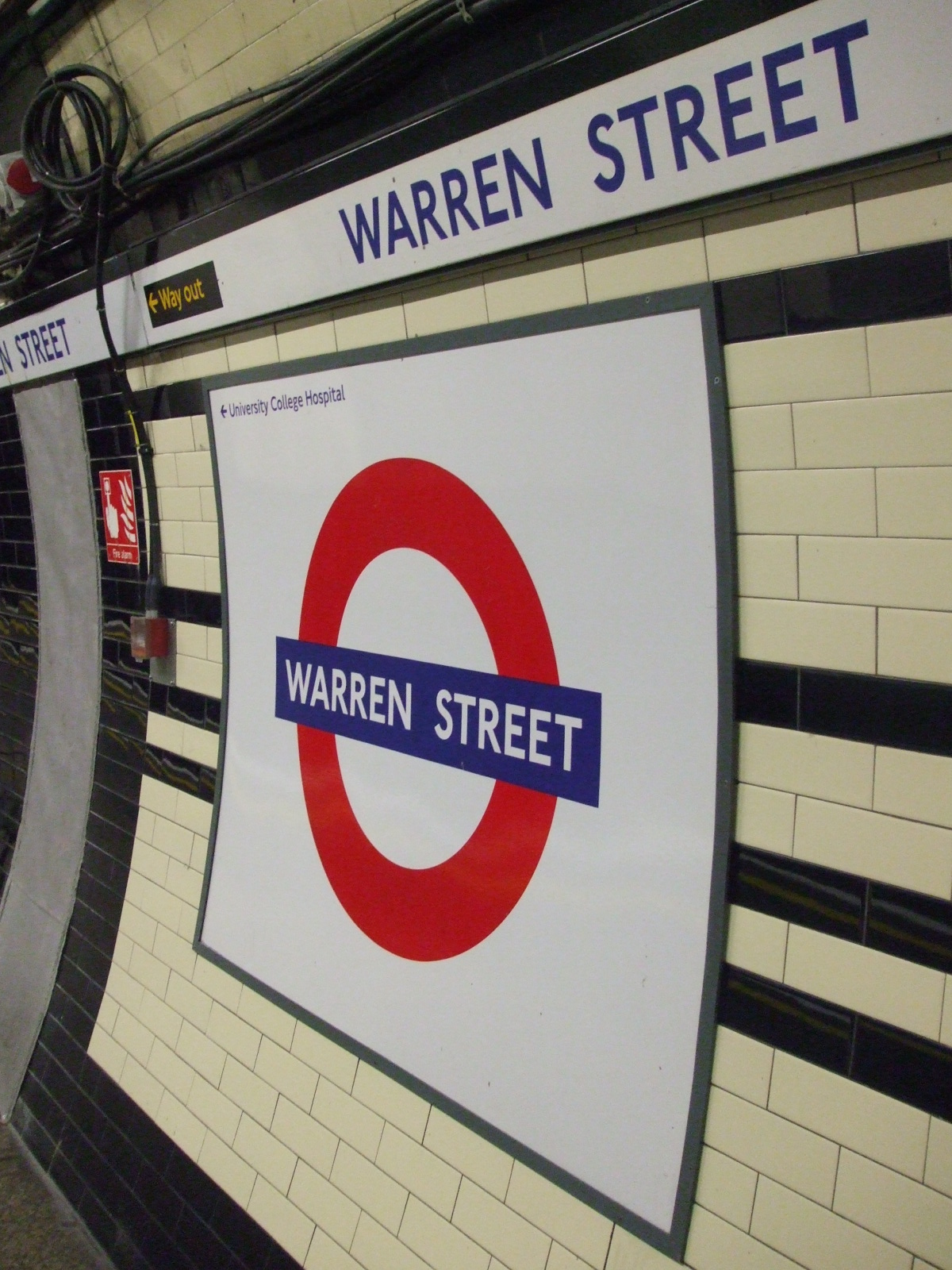
Новый логотип (рондель)
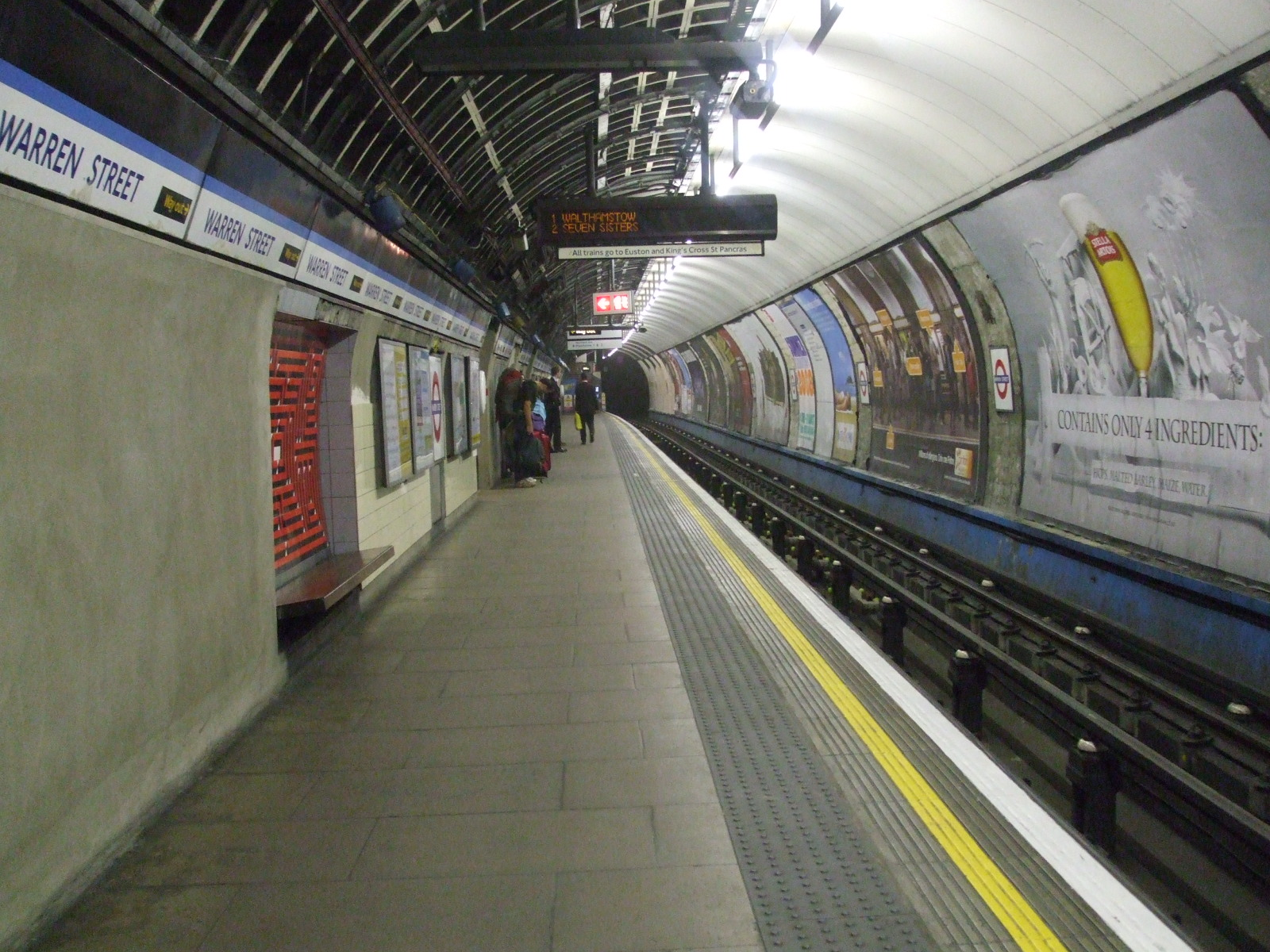
Платформа линии «Виктория» до реконструкции (июль 2008)
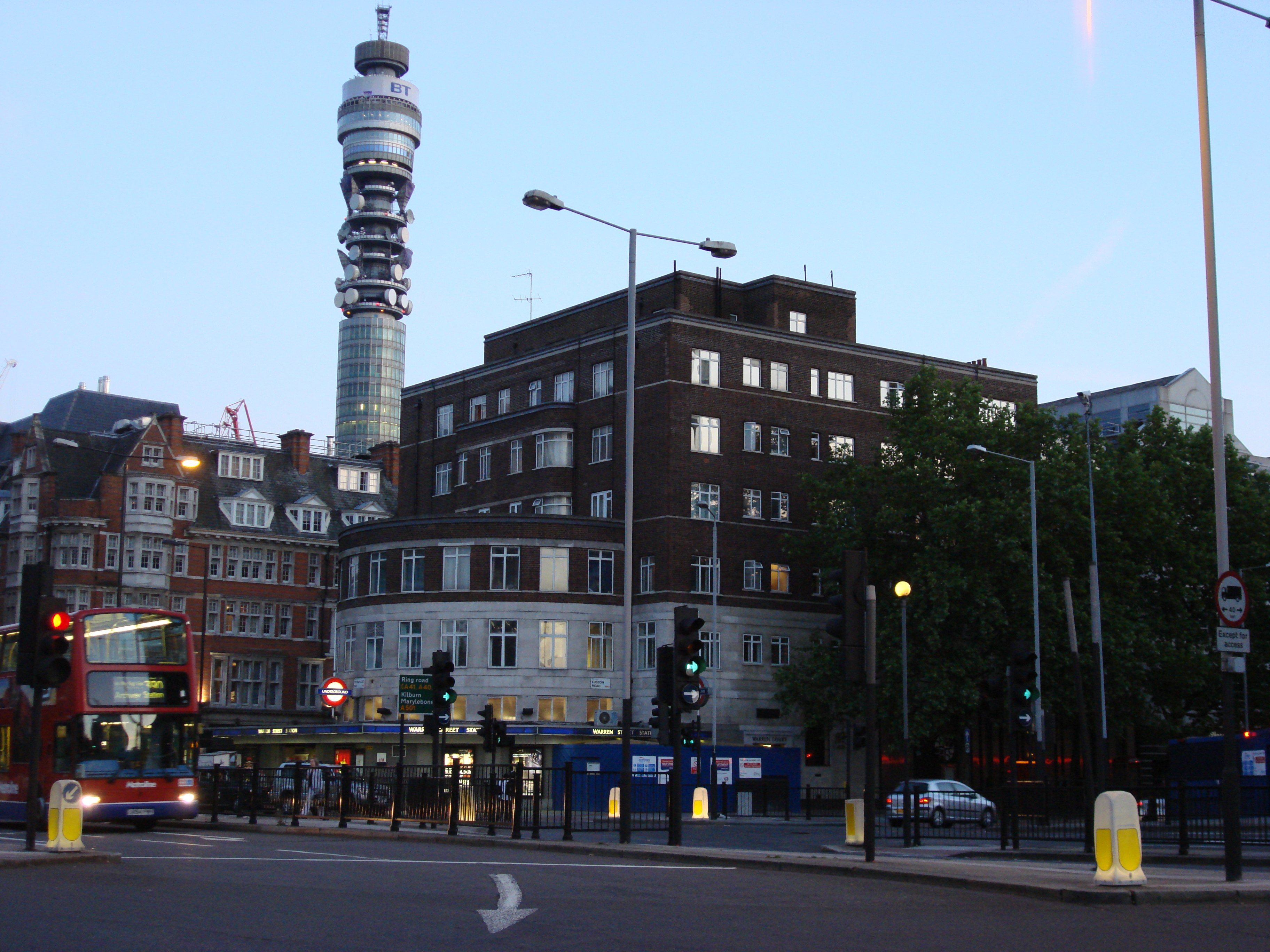
Вид с северо-востока с Юстон-роуд